# Vohlisaari (ö i Mellersta Finland)
Vohlisaari är en ö i Finland. Den ligger i sjön Isojärvi och i kommunen Jämsä i landskapet Mellersta Finland, i den södra delen av landet, 170 km norr om huvudstaden Helsingfors. Öns area är 9,9 hektar och dess största längd är 0,6 kilometer i sydöst-nordvästlig riktning.